# ملعب راين إنرجي
ملعب راين أنرجي في كولونيا، ألمانيا كان يعرف باسم مونغرزدورفر، بني الملعب بين عامي 1923، يتسع الملعب اليوم ل46,134 متفرج. استضاف بعض مباريات من كأس العالم لكرة القدم 2006.

## بطولة كأس العالم لكرة القدم 2006
المباريات التالية استضافها ملعب راين أنرجي في البطولة:

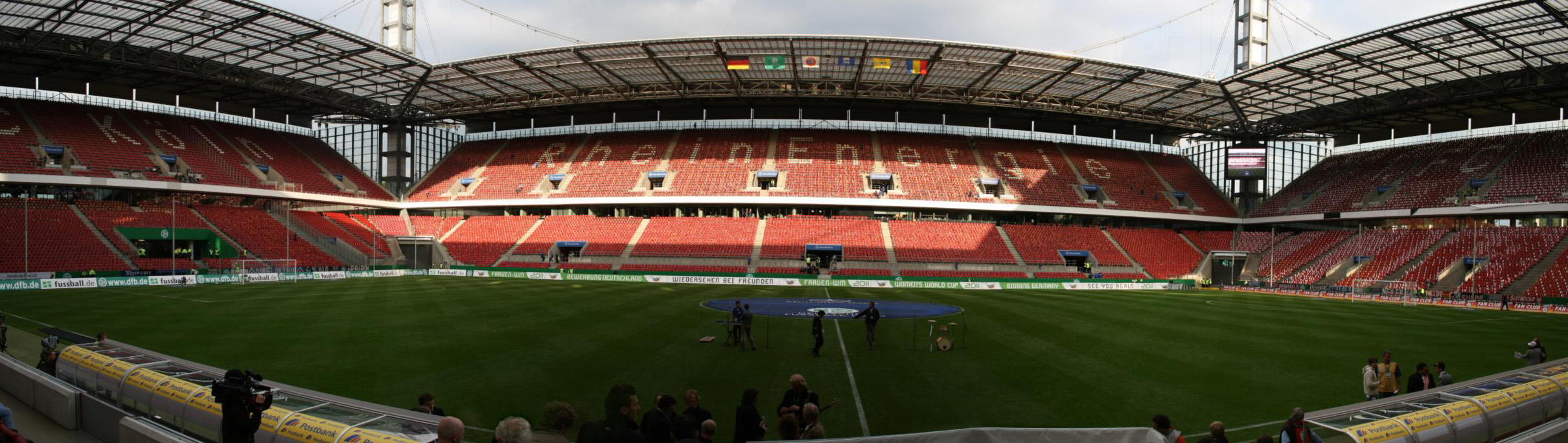
صورة بانورامية للملعب

| التاريخ    | توقيت (CET) | فريق #         | تنيجة.            | فريق #2  | الدور                                         | المتفرجين |
| ---------- | ----------- | -------------- | ----------------- | -------- | --------------------------------------------- | --------- |
| 2006-06-11 | 21.00       | أنغولا         | 0-1               | البرتغال | كأس العالم لكرة القدم 2006 المجموعة د         | 45,000    |
| 2006-06-17 | 17.00       | جمهورية التشيك | 0-2               | غانا     | كأس العالم لكرة القدم 2006 - المجموعة الخامسة | 45,000    |
| 2006-06-20 | 18.00       | السويد         | 2-2               | إنجلترا  | كأس العالم لكرة القدم 2006 - المجموعة الثانية | 45,000    |
| 2006-06-23 | 20.00       | توغو           | 0-2               | فرنسا    | كأس العالم لكرة القدم 2006 - المجموعة السابعة | 45,000    |
| 2006-06-26 | 21.00       | سويسرا         | 0-0 (0-3 ترجيحية) | أوكرانيا | كأس العالم لكرة القدم 2006 - دور ال 16        | 45,000    |